# Antoine de Vial
Antoine de Vial, né le 6 août 1933 à Poitiers, est un prêtre séculier catholique franco-américain. Il fut le premier directeur du service pastoral d’études politiques, fondé par le cardinal Jean-Marie Lustiger. Prélat de sa Sainteté, il est également chanoine de la cathédrale Notre-Dame de Paris.
Également écrivain et poète, certains de ses ouvrages ont été traduits en anglais.

## Biographie
Antoine de Vial, né à Poitiers le 6 août 1933, est un membre de la famille de Vial. Il est le fils de François de Vial et de  Germaine Robain.
Il fait ses études au lycée Châteaubriand de Rome (1944), à l'École des Roches (1945), au lycée Louis-le-Grand (1950), au collège Stanislas de Montréal (1953) et à la faculté de droit de Poitiers (1954-1958). Après son service comme marin sur la Jeanne d'Arc de 1958 à 1960. En 1961, il entre au séminaire des Carmes à Paris.
Ordonné prêtre le 17 décembre 1966 il est d'abord vicaire à Saint Hilaire de Poitiers, aumônier des étudiants, puis aumônier de l’action catholique des milieux indépendants (ACI).
En 1976, il est envoyé aux États-Unis pour y implanter le mouvement A.I.M (Apostles in the Marketplace).
En 1986, de retour en France, le cardinal Jean-Marie Lustiger lui confie la charge de curé de l'église Saint-Pierre-du-Gros-Caillou à Paris. Il rédige la préface de l'histoire de cette paroisse
En 1995, il devient recteur de la basilique Sainte-Clotilde de Paris et le cardinal Lustiger lui confie la fonction nouvelle de directeur du service pastoral d'études politiques, fonction qu'il occupera jusqu'en 2003.
Il organise plusieurs cycles de conférences et de rencontres avec les politiques chaque année dans le cadre de symposiums, de forums, dans le centre Sainte Clotilde ainsi que de colloques aux Bernardins.
De 2003 à 2009, il est responsable de la paroisse Saint-Marcel. Il est ensuite chanoine de Notre-Dame de Paris.
Le cardinal Lustiger le fait recevoir comme prélat pontifical par le Pape Jean-Paul II.
Lors des conférences du Vatican il aura plusieurs entretiens privés avec le cardinal Ratzinger, futur Benoît XVI, alors préfet de la congrégation pour la doctrine de la foi.
Antoine de Vial prend ensuite en charge la paroisse de l'église Saint-Marcel de Paris jusqu’en 2008.

## Distinctions
- chevalier de la Légion d'honneur[7]

## Œuvres
Œuvres religieuses
- Guide paroissial de Paris Saint-Marcel, Mgr Antoine de Vial, Éditeur : Bayard Service Édition

Poèmes, romans et traductions
- Ricercari, Éditions Saint-Germain-des-Prés 1971
- Resplendir, Éditions Chambellan 1974
- Graffitis pour les murs de demain, édition bilingue, traduction anglaise de Louis Olivier (10 ex. ornés chacun d'une encre originale de Jacques Barbier) éditions Le Pont de l'Épée 1976
- La fête à Caïn, édition bilingue, traduction espagnole d’A.M. Diaz et F. Moreno, éditions Le Pont de l'Épée 1978
- Brookling, dernier Passeur In : Poetry : revue Poésie-USA Vol. II, no 4 1979
- L’Oiseau-Dieu éditions le Pont de l'épée 1981
- Le Cantique des créatures, traduit de l’Ombrien, gouache de Jacques Germain Barbier, Beltz 1990
- Les Fenêtres, encre originale de Jacques Germain Pont, éditions sous l’eau 1990
- O America, Édition française avec une couverture de J.P Pincemin, Intertextes Barbier Beltz 1991
- O America Book translated by Louis Oliver. MLTA 04144, Ghelderode : présentation, choix de textes, chronologie, bibliographie. Par Roland Beyen.
- Les Brisants du Nebraska GC3 Kenneth White Le Temps stratégique, Genève 1994
- “M” In folio dessins originaux de Jean Hucleux Barbier Chambellan 1996
- Versant Nord, Éditions L'Harmattan, 1997
- Les Graffitis, Éditions L’Harmattan, 1999,  (ISBN 9782738491107)[8]
- Le grain de Sénevé, traduction du poème de Maître Eckhart, Livre d'artiste illustré par le peintre et graveur Gilles Alfera (Editions Le Quatre de Chiffre, l'atelier du peintre, Neauphle-le Château)
- Les Chambres de la Lune, Éditions L’Harmattan, 2001,  (ISBN 9782747514583)[9]
- Oasis New-York, bilingue français-anglais, Éditions L’Harmattan, 2001,  (ISBN 9782747574334)[10]
- Prendre Corps ou l'envers des mots Haïkus, Éditions L’Harmattan, 2001,  (ISBN 9782296033979)[11]
- NY.9/11, Éditions L’Harmattan, 2001, traduit en anglais-américain par Louis A. Olivier  (ISBN 9782296033962)[12]
- Debout près de la mer, roman, Éditions Orizons chez l'Harmattan 2009,  (ISBN 9782296063686)[13]
- Traduction  et commentaires de Menus abîmes d'Emily Dickinson, Éditions Orizons chez l'Harmattan 2012  (ISBN 9782296088238)[14],[15]
- Obéir à Gavrinis, préface Charles-Tanguy Le Roux, illustrations Gilles Alfera (reproduites à partir du livre d'artiste du même nom), Editions Orizons chez l'Harmattan, Paris 2102  (ISBN 978-2-296-08829-0)[16]
- Americadire poèmes et complaintes, Éditions Orizons chez l'Harmattan 2014,  (ISBN 9782336298184)[17]
- Traduction de Tao te king  de Lao Tseu, Éditions Orizons chez l'Harmattan 2013,  (ISBN 9782336298207)[18]